# Vijessna Ferkic
Vijessna Ferkic (Hamburg, 28 april 1987) is een Duitse actrice van Kroatische afkomst.

## Biografie
Ferkic groeide op als een van de zes kinderen in Heist, vlak bij Hamburg. Haar broers en zussen waren onder anderen de acteurs Arissa Ferkic, Joanna Ferkic, Jaime Ferkic en Kirsto Ferkic. Samen met haar zus Arissa volgde ze les op een van de eerste kinderdramascholen in Duitsland toen ze tien jaar oud was. Dat was echter voor een korte periode. Daarna ging ze meedoen aan verschillende audities. Ze kreeg haar eerste rol in de televisieserie Stahlnetz. Ze speelde in 1 aflevering, Lili, een gastrol. Daar werd ze ontdekt voor de serie Die Pfefferkörner, of beter bekend als De Peperbollen en speelde ze de rol van Natascha Jaonzäns tussen 1998 en 2001. Tussen 2002 en 2004 keerde ze nog enkele afleveringen terug als Natascha. Vanaf 2004 speelde Ferkic mee in verschillende televisieseries en films. Ze speelde onder andere in de serie Alphateam - Die Lebensretter im OP, waarin ze eerst in 2002 een gastrol had, maar later in 2004 een meer vaste rol als Britney Thiessen kreeg. In 2006 had Ferkic een rol in de kinderversie van Tatort, genaamd Krimi.de wat verderging in KI.KA. Hierin speelde Ferkic wederom de rol van Natascha Jaonzäns, echter was ze hier een politieagente in opleiding. In 2008 keerde Ferkic terug bij de serie Die Pfefferkörner tijdens een nieuw seizoen. Hierin keerde ze terug als Natascha Jaonzäns die ondertussen politieagente is geworden. In 2011 keerde ze nogmaals enkele keren terug als Natascha.
Sinds 2011 heeft Ferkic een relatie met de acteur Rafael Morais.